# توریلاندیا
توریلاندیا (به پرتغالی: Turilândia) یک سکونتگاه مسکونی در برزیل است که در مارانیائو واقع شده‌است.